# Delphinium hutchinsonae
Delphinium hutchinsonae är en ranunkelväxtart som beskrevs av Joseph Andorfer Ewan. Delphinium hutchinsonae ingår i släktet storriddarsporrar, och familjen ranunkelväxter. Inga underarter finns listade i Catalogue of Life.